# آی شاه‌تخته
آی شاه‌تخته یک ستاره است که در صورت فلکی شاه‌تخته قرار دارد.